# Riccardia
Genre
Classification phylogénétique
Riccardia est un du genre d’hépatiques, de la famille des Aneuraceae.

## Espèces
The plant List et Tropicos reconnaissent environ 200 espèces dans ce genre,.

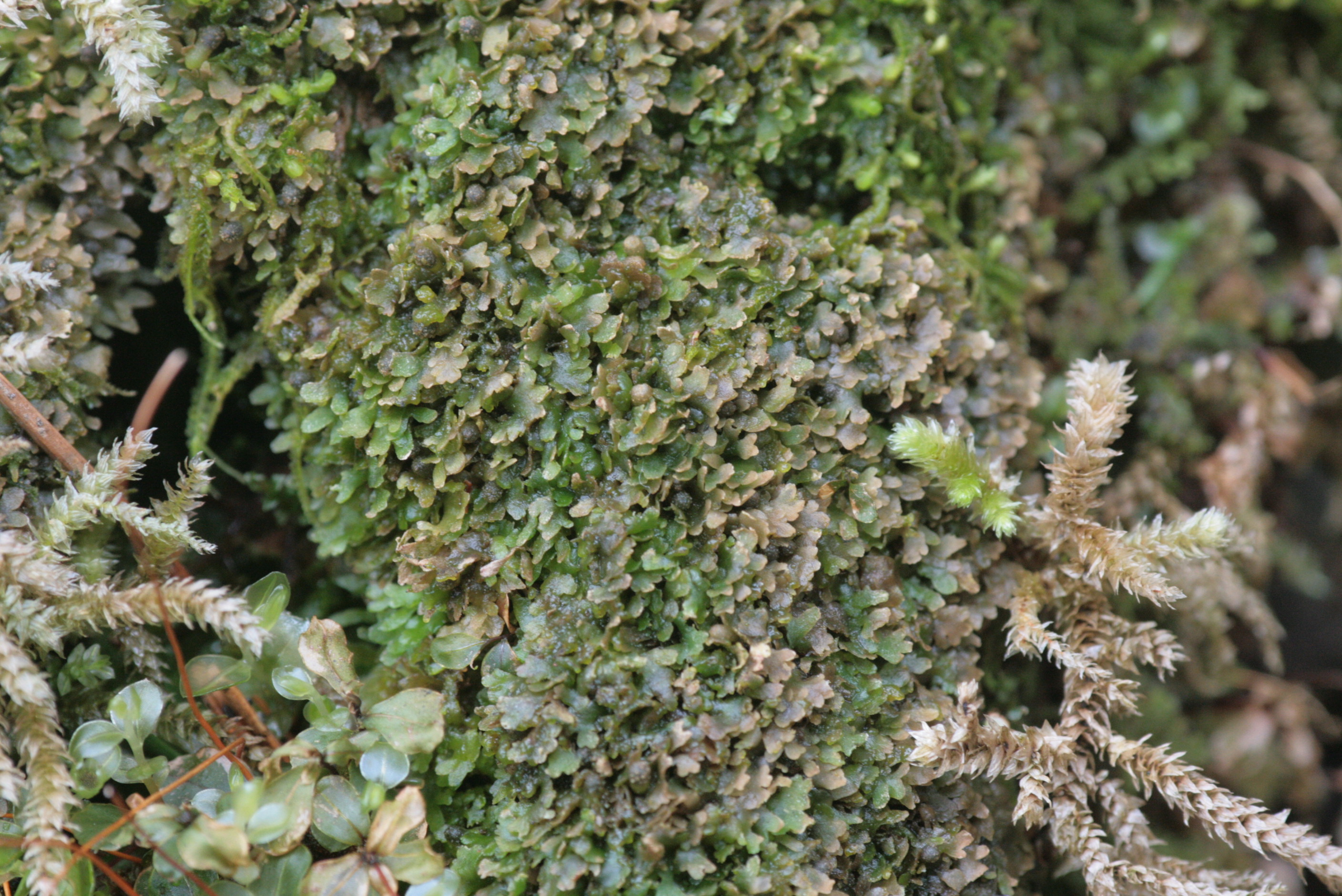
Riccardia lasiorhinus
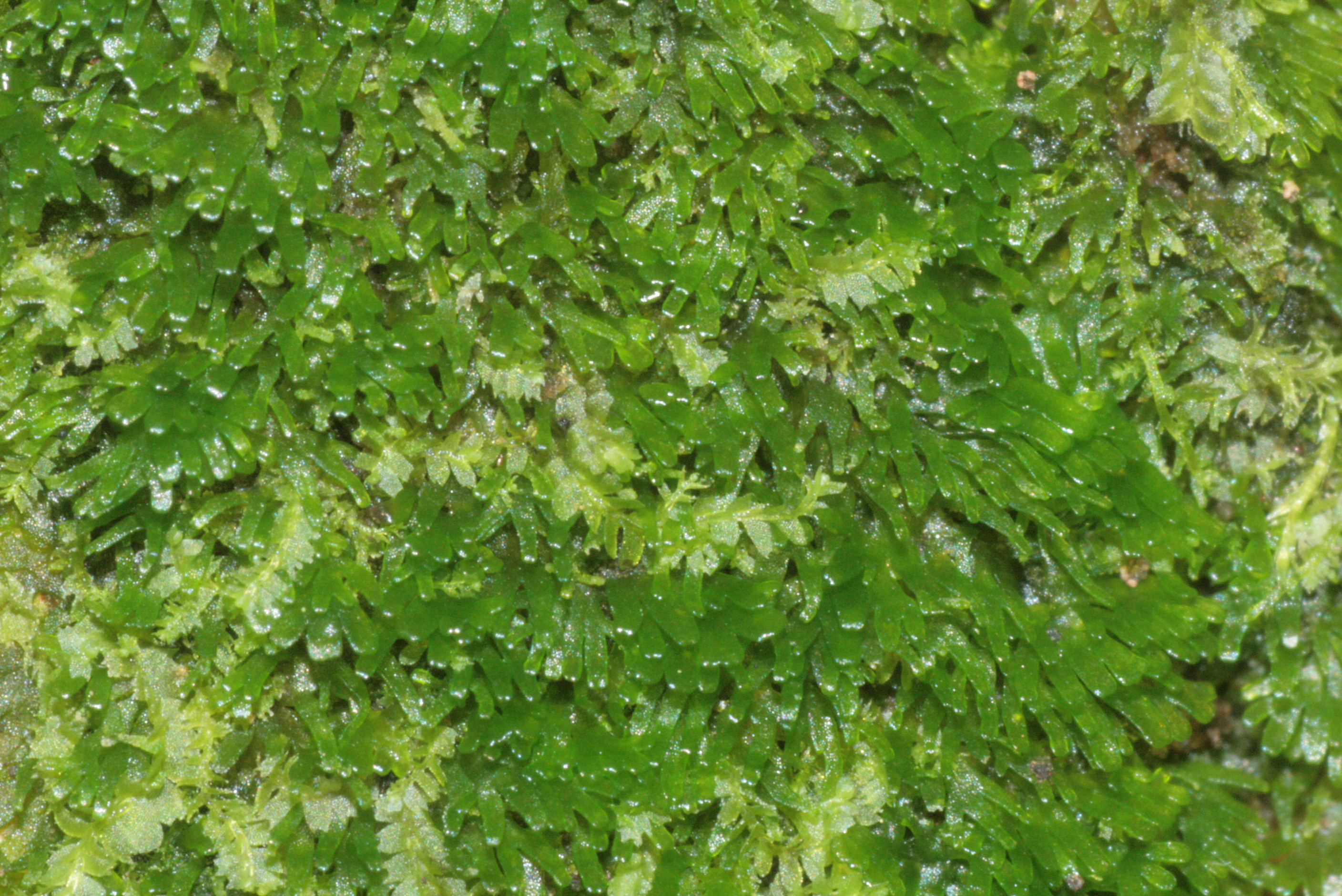
Riccardia palmata

## Liste d'espèces
Selon Catalogue of Life (5 août 2018) :
- Riccardia aberrans (Steph.) Gradst.
- Riccardia aequicellularis (Steph.) Hewson
- Riccardia aequitexta (Steph.) E.A.Br.
- Riccardia aeruginosa Furuki
- Riccardia agumana Hewson
- Riccardia alba (Colenso) E.A.Br.
- Riccardia albomarginata (Steph.) Schiffn.
- Riccardia alcicornis (Hook.f. & Taylor) Trevis.
- Riccardia algoides (Taylor) Meenks
- Riccardia amazonica (Spruce) Schiffn. ex Gradst. & Hekking
- Riccardia amnicola Hässel
- Riccardia andina (Spruce) Herzog
- Riccardia angustata Horik.
- Riccardia angustealata (Steph.) Hewson
- Riccardia angustissima (Steph.) H.A.Mill.
- Riccardia arcuata Furuki
- Riccardia argentolimbata Hewson & Grolle
- Riccardia aspera (Steph.) Grolle
- Riccardia asperulata R.M.Schust.
- Riccardia attenuata (Steph.) H.A.Mill.
- Riccardia australis (Lehm.) Hewson
- Riccardia autoica (Steph.) A.Evans
- Riccardia baldwinii (Steph.) H.A.Mill.
- Riccardia barbiflora (Steph.) Piippo
- Riccardia baumannii Hürl.
- Riccardia bipinnatifida (Colenso) Hewson
- Riccardia bogotensis (Gottsche) Pagán
- Riccardia boliviensis (Steph.) Meenks
- Riccardia bongeriana Hewson
- Riccardia breviala E.A.Br.
- Riccardia breviramosa (Steph.) A.Evans
- Riccardia brunnea (Steph.) S.Hatt.
- Riccardia calcarea (Steph.) Meenks
- Riccardia calva (Schiffn.) A.Evans
- Riccardia canaliculata (Nees) Kuntze
- Riccardia capillacea (Steph.) Meenks & C.De Jong
- Riccardia cardotii (Steph.) Pandé & K.P.Srivast. ex S.C.Srivast. & Udar
- Riccardia cataractarum (Spruce) Schiffn.
- Riccardia cervicornis (Spruce) Herzog ex Gradst. & Hekking
- Riccardia chamedryfolia (With.) Grolle
- Riccardia changbaishanensis C.Gao
- Riccardia chinensis C.Gao
- Riccardia ciliolata (Spruce) Horik.
- Riccardia cochleata (Hook.f. & Taylor) Kuntze
- Riccardia colensoi (Steph.) W.Martin
- Riccardia columbica (Steph.) Hässel ex Gradst. & Hekking
- Riccardia comata (Steph.) H.A.Mill.
- Riccardia compacta (Steph.) S.W.Arnell
- Riccardia comptonii (Pearson) H.A.Mill.
- Riccardia conimitra (Steph.) A.Evans
- Riccardia corralensis (Steph.) A.Evans
- Riccardia costata (Steph.) Hürl.
- Riccardia crassa (Schwägr.) C.Massal.
- Riccardia crassicaulis (Steph.) Meenks & C.De Jong
- Riccardia crassicrispa (Steph.) A.Evans
- Riccardia crassiretis Schiffn.
- Riccardia crenulata Schiffn.
- Riccardia crenuliformis R.M.Schust.
- Riccardia decolyana Schiffn.
- Riccardia deguchii Furuki & K.T.Yong
- Riccardia densiramea (Steph.) S.Hatt.
- Riccardia devexa Schiffn.
- Riccardia diablotina (Spruce) Pagán
- Riccardia diderma Hässel
- Riccardia digitiloba (Spruce) Pagán
- Riccardia dilatata (Spruce) Schäf.-Verw. & Pócs
- Riccardia diminuta Schiffn.
- Riccardia distans (Spruce) Pagán
- Riccardia diversiflora A.Evans
- Riccardia duriuscula Hässel
- Riccardia elata (Steph.) Schiffn.
- Riccardia elegans (Steph.) Hürl.
- Riccardia elisabethae Thouvenot & Reeb
- Riccardia emarginata (Steph.) K.G.Hell
- Riccardia eriocaula (Hook.) C.Massal.
- Riccardia erosa (Steph.) E.W.Jones
- Riccardia falsifloribunda Hässel
- Riccardia fastigiata (Lehm.) Trevis.
- Riccardia fendleri (Steph.) Pagán
- Riccardia filicina (Colenso) E.A.Hodgs.
- Riccardia flaccida (Steph.) S.Hatt.
- Riccardia flaccidissima Schiffn.
- Riccardia flagellaris (A.Gepp) H.A.Mill.
- Riccardia flagellifrons C.Gao
- Riccardia flavovirens Furuki
- Riccardia fleischeri (Steph.) H.A.Mill.
- Riccardia floribunda (Steph.) A.Evans
- Riccardia fluvigena Hässel
- Riccardia foliacea Meenks & C.De Jong
- Riccardia formosensis (Steph.) Horik.
- Riccardia fruticosa (Steph.) Furuki
- Riccardia fucoidea (Sw.) C.Massal.
- Riccardia fuegiensis C.Massal.
- Riccardia furtiva E.A.Br. & Braggins
- Riccardia fuscobrunnea (Steph.) A.Evans
- Riccardia geniana Hewson
- Riccardia georgiensis (Steph.) Hässel
- Riccardia glauca Furuki
- Riccardia glaziovii (Spruce) Meenks
- Riccardia gogolensis (Steph.) Hewson
- Riccardia gracilis (Steph.) R.M.Schust.
- Riccardia graeffei (Steph.) Hewson
- Riccardia grandiflora (Steph.) H.A.Mill.
- Riccardia granulata (Steph.) A.Evans
- Riccardia grollei Furuki
- Riccardia grossidens (Steph.) Pagán
- Riccardia grossitexta (Steph.) Furuki
- Riccardia gunniana (Steph.) H.A.Mill.
- Riccardia hamatiflora (Steph.) H.A.Mill.
- Riccardia hans-meyeri (Steph.) Meenks & C.De Jong
- Riccardia hattorii Furuki
- Riccardia hawaica (Steph.) H.A.Mill.
- Riccardia hebridensis (Steph.) H.A.Mill.
- Riccardia herzogiana (Steph.) Meenks & C.De Jong
- Riccardia heteroclada Schiffn.
- Riccardia hirtiflora (Steph.) Schiffn.
- Riccardia humilis (Gottsche) O.Yano
- Riccardia hyalina (Steph.) H.A.Mill.
- Riccardia hyalitricha Hässel
- Riccardia hydra Hürl.
- Riccardia hymenophylloides Schiffn.
- Riccardia hymenophytoides (Spruce) Meenks
- Riccardia hypipamensis Hewson
- Riccardia ibana Hewson
- Riccardia inconspicua (Steph.) Reeb & Bardat
- Riccardia incurvata Lindb.
- Riccardia innovans (Steph.) Pagán
- Riccardia insularis Schiffn.
- Riccardia intercellula E.A.Br.
- Riccardia intricata (Steph.) H.A.Mill.
- Riccardia jackii Schiffn.
- Riccardia judithae Meenks & C.De Jong
- Riccardia jugata R.M.Schust.
- Riccardia karstenii (Steph.) Schiffn.
- Riccardia kodamae Mizut. & S.Hatt.
- Riccardia koonwarriensis Drinnan & T.C.Chambers †
- Riccardia lachungensis D.Singh & D.K.Singh
- Riccardia laticostata (Spruce) Schiffn.
- Riccardia latifrondoides Schiffn.
- Riccardia latifrons (Lindb.) Lindb.
- Riccardia lepidomitra (Spruce) Gradst.
- Riccardia leptophylla (Spruce) Herzog
- Riccardia leptostachya A.Evans
- Riccardia leptothallus R.M.Schust.
- Riccardia levieri Schiffn.
- Riccardia lichenoides (Steph.) H.A.Mill.
- Riccardia ligulata (Steph.) Pócs & Schäf.-Verw.
- Riccardia lilliena (Steph.) H.A.Mill.
- Riccardia limbata (Steph.) E.W.Jones
- Riccardia lobulata (Colenso) E.A.Hodgs.
- Riccardia loefgrenii Schiffn.
- Riccardia longiflora (Steph.) Hewson
- Riccardia longioleata Hässel
- Riccardia longispica (Steph.) Pearson
- Riccardia loriana (Steph.) H.A.Mill.
- Riccardia macdonaldiana Hewson
- Riccardia macrantha (Pearson) H.A.Mill.
- Riccardia magnicellularis Furuki
- Riccardia marginata (Colenso) Pearson
- Riccardia marionensis R.M.Schust.
- Riccardia mejlandii S.W.Arnell
- Riccardia metzgeriiformis (Steph.) R.M.Schust.
- Riccardia microscopica (Nees) Kuntze
- Riccardia minuta (Steph.) W.Martin
- Riccardia multicorpora E.A.Br.
- Riccardia multifida (L.) Gray
- Riccardia multifidoides Schiffn.
- Riccardia multioleata Hässel
- Riccardia multispica (Steph.) S.Hatt.
- Riccardia mycophora A.Evans
- Riccardia nadeaudii (Steph.) Hürl.
- Riccardia nagasakiensis (Steph.) S.Hatt.
- Riccardia nana (Hook.f. & Taylor) Trevis.
- Riccardia negeri (Steph.) A.Evans
- Riccardia newellana (Steph.) H.A.Mill.
- Riccardia nigra (Steph.) H.A.Mill.
- Riccardia nitida (Colenso) E.A.Hodgs.
- Riccardia nobilis (Steph.) Schiffn.
- Riccardia novo-amstelodamensis Schiffn.
- Riccardia nudiflora (Steph.) Grolle
- Riccardia obtusa S.W.Arnell
- Riccardia obtusifrons (Steph.) H.A.Mill.
- Riccardia omkaliensis Hewson
- Riccardia opuntiiformis S.W.Arnell
- Riccardia pallida (Spruce) Meenks & C.De Jong
- Riccardia pallidevirens (Steph.) A.Evans
- Riccardia palmata (Hedw.) Carruth.
- Riccardia palmatifida (Steph.) H.A.Mill.
- Riccardia palmatiformis Schiffn.
- Riccardia papillata (Gottsche) Hässel ex Gradst. & Hekking
- Riccardia papillosa (C.Massal. & Steph.) Hässel
- Riccardia papulosa (Steph.) E.A.Br.
- Riccardia paramorum Meenks
- Riccardia parasitans (Steph.) Meenks & C.De Jong
- Riccardia parvula Schiffn.
- Riccardia patens Hässel
- Riccardia pauciramea (Steph.) H.A.Mill.
- Riccardia paulensis Schiffn.
- Riccardia pectinata (Austin) H.A.Mill.
- Riccardia pellucida (Steph.) Piippo
- Riccardia pembaiensis (Steph.) Hürl.
- Riccardia pengagensis Hewson
- Riccardia pennata E.A.Br.
- Riccardia perspicua E.A.Br.
- Riccardia perssonii S.C.Srivast. & Udar
- Riccardia philippinensis Furuki
- Riccardia phleganiana Hewson
- Riccardia pindensis Hewson
- Riccardia plana (Steph.) Hürl.
- Riccardia planiflora (Steph.) S.Hatt.
- Riccardia planifrons (Spruce) Pagán
- Riccardia plumiformis (Spruce) Hässel ex Meenks
- Riccardia plumosa (Mitt.) E.O.Campb.
- Riccardia poeppigiana (Lehm. & Lindenb.) Hässel ex Meenks & C.De Jong
- Riccardia polyclada (Mitt.) Hässel
- Riccardia porcina (Hewson) L.Söderstr.
- Riccardia portoricensis (Steph.) Pagán
- Riccardia prehensilis (Hook.f. & Taylor) C.Massal.
- Riccardia pseudodendroceros R.M.Schust.
- Riccardia pumila Furuki
- Riccardia punahuina (Steph.) H.A.Mill.
- Riccardia pusilla (Mizut. & S.Hatt.) Grolle
- Riccardia ramosissima (Steph.) Grolle
- Riccardia regina Meenks & C.De Jong
- Riccardia regnellii (Ångstr.) K.G.Hell
- Riccardia regularis (Steph.) Kühnem.
- Riccardia reyesiana Meenks
- Riccardia riccioides Pearson
- Riccardia rigida Schiffn.
- Riccardia rivularis Hässel
- Riccardia robbinsii Hewson & Grolle
- Riccardia robusta (Steph.) H.A.Mill.
- Riccardia rockii (Steph.) H.A.Mill.
- Riccardia rupicola (Steph.) Hewson
- Riccardia russellii R.M.Schust.
- Riccardia saccatiflora (Steph.) S.W.Arnell
- Riccardia santapaui Udar & S.C.Srivast.
- Riccardia saxicola Hässel
- Riccardia schwaneckei (Steph.) Pagán
- Riccardia sikkimensis (Steph.) S.C.Srivast. & Udar
- Riccardia singapurensis Schiffn.
- Riccardia smaragdina Meenks & C.De Jong
- Riccardia spectabilis (Steph.) A.Evans
- Riccardia spegazziniana C.Massal.
- Riccardia spinulifera C.Massal.
- Riccardia spongiosa Furuki
- Riccardia sprucei (Steph.) Meenks & C.De Jong
- Riccardia squamifera Schiffn.
- Riccardia statensis Hässel
- Riccardia stipatiflora (Steph.) Pagán
- Riccardia stricta R.M.Schust.
- Riccardia subalpina Furuki
- Riccardia subantarctica (R.M.Schust.) Grolle & L.Söderstr.
- Riccardia subexalata Schiffn.
- Riccardia submersa (Hook.f. & Taylor) Trevis.
- Riccardia submultifida Horik.
- Riccardia subpalmata (Steph.) Hürl.
- Riccardia subsimplex (Steph.) Pagán
- Riccardia sumatrana Schiffn.
- Riccardia tahitensis (Steph.) Hürl.
- Riccardia tamariscina (Steph.) Schiffn.
- Riccardia tenax (Steph.) A.Evans
- Riccardia tenella Hewson
- Riccardia tenerrima (Steph.) A.Evans
- Riccardia tenuicula (Spruce) Meenks
- Riccardia tenuis (Steph.) Schiffn.
- Riccardia thaxteri A.Evans
- Riccardia theliophora Hässel
- Riccardia tjibodensis Schiffn.
- Riccardia trichomanoides (Spruce) Hässel ex Meenks
- Riccardia tristaniana S.W.Arnell
- Riccardia trukensis H.A.Mill. & Bonner
- Riccardia tumbareriensis Hewson
- Riccardia udarii D.Singh & D.K.Singh
- Riccardia umida E.A.Br.
- Riccardia upoluna (Steph.) Grolle
- Riccardia valida (Steph.) J.J.Engel
- Riccardia venosa (Steph.) Hürl.
- Riccardia villosa (Steph.) Pandé & K.P.Srivast. ex S.C.Srivast. & Udar
- Riccardia virens (Steph.) Hürl.
- Riccardia virgata (Gottsche) Pagán
- Riccardia vitrea Furuki
- Riccardia wallisii (Steph.) Gradst.
- Riccardia wettsteinii Schiffn.
- Riccardia womersleyana Hewson
- Riccardia xylophila Hässel

Selon The Plant List (5 août 2018) :
- Riccardia aberrans (Stephani) Gradst.
- Riccardia adglutinata A. Evans
- Riccardia aequicellularis (Stephani) Hewson
- Riccardia aequitexta (Stephani) E. A. Br.
- Riccardia aeruginosa Furuki
- Riccardia agumana Hewson
- Riccardia alba (Colenso) E. A. Br.
- Riccardia albomarginata (Stephani) Schiffner
- Riccardia alcicornis (Hook. f. & Taylor) Trevis.
- Riccardia algoides (Taylor) Meenks
- Riccardia amazonica (Spruce) Schiffner ex Gradst. & Hekking
- Riccardia andina (Spruce) Herzog
- Riccardia angustata Horik.
- Riccardia anguste-alata (Stephani) Hewson
- Riccardia angustissima (Stephani) H.A. Mill.
- Riccardia arcuata Furuki
- Riccardia aspera (Stephani) Grolle
- Riccardia australis (Lehm.) Hewson
- Riccardia autoica (Stephani) A. Evans
- Riccardia babindae Hewson
- Riccardia barbiflora (Stephani) Piippo
- Riccardia baumannii Hürl.
- Riccardia bipinnatifida (Colenso) Hewson
- Riccardia blasioides Horik.
- Riccardia bliklika Hewson
- Riccardia bogotensis (Gottsche) Pagan
- Riccardia boliviensis (Steph.) Meenks
- Riccardia bongeriana Hewson
- Riccardia breviala E. A. Br.
- Riccardia breviramosa (Stephani) A. Evans
- Riccardia brunnea (Stephani) S. Hatt.
- Riccardia calcarea (Stephani) Meenks
- Riccardia canaliculata (Nees) Schiffner
- Riccardia capillacea (Steph.) Meenks & C. De Jong
- Riccardia cardotii (Stephani) S.C. Srivast. & Udar
- Riccardia cataractarum (Spruce) Schiffner
- Riccardia cervicornis (Spruce) Herzog ex Gradst. & Hekking
- Riccardia chamedryfolia (With.) Grolle
- Riccardia changbaishanensis C. Gao
- Riccardia chinensis C. Gao
- Riccardia ciliolata (Spruce) Gradst.
- Riccardia colensoi (Stephani) W. Martin
- Riccardia columbica (Stephani) Hässel de Menéndez
- Riccardia comata (Stephani) H.A. Mill.
- Riccardia compacta (Stephani) S.W. Arnell
- Riccardia comptonii (Pearson) H.A. Mill.
- Riccardia costata (Stephani) Hürl.
- Riccardia crassa (Schwägr.) Carrington & Pearson
- Riccardia crassicaulis (Steph.) Meenks & C. De Jong
- Riccardia crassiretis Schiffner
- Riccardia crenulata Schiffner
- Riccardia crenuliformis R.M. Schust.
- Riccardia demkarmana Hewson
- Riccardia densiramea (Stephani) S. Hatt.
- Riccardia dilatata (Spruce) A. Schäfer-Verwimp & Pócs
- Riccardia diminuta Schiffner
- Riccardia diversiflora A. Evans
- Riccardia effusa (Stephani) E.A. Hodgs.
- Riccardia elata (Stephani) Schiffner
- Riccardia elegans (Stephani) Hürl.
- Riccardia fastigiata (Lehm.) Trevis.
- Riccardia filicina (Colenso) E.A. Hodgs.
- Riccardia flaccia (Stephani) S. Hatt.
- Riccardia flagellaris (A. Gepp) H.A. Mill.
- Riccardia flagellifrons C. Gao
- Riccardia flavovirens Furuki
- Riccardia floribunda (Stephani) A. Evans
- Riccardia foliacea Meenks & C. De Jong
- Riccardia formosensis (Stephani) Horik.
- Riccardia fruticosa (Stephani) Furuki
- Riccardia fucoides (Sw.) A. Massal.
- Riccardia fuegiensis C. Massal.
- Riccardia furtiva E. A. Br. & Braggins
- Riccardia fuscobrunnea (Stephani) A. Evans
- Riccardia geniana Hewson
- Riccardia georgiensis (Stephani) Hässel de Menéndez
- Riccardia glauca Furuki
- Riccardia glaziovii (Spruce) Meenks
- Riccardia gogolensis (Stephani) Hewson
- Riccardia graeffei (Stephani) Hewson
- Riccardia granulata (Stephani) A. Evans
- Riccardia grollei Furuki
- Riccardia gunniana (Stephani) H.A. Mill.
- Riccardia hans-meyeri (Stephani) Meenks & C. De Jong
- Riccardia hattorii Furuki
- Riccardia hebridensis (Stephani) H.A. Mill.
- Riccardia herzogiana (Steph.) Meenks & C. De Jong
- Riccardia humilis (Gottsche) O. Yano
- Riccardia hyalina (Stephani) H.A. Mill.
- Riccardia hydra Hürl.
- Riccardia hymenophytoides (Spruce) Meenks
- Riccardia hypipamensis Hewson
- Riccardia ibana Hewson
- Riccardia incurvata Lindb.
- Riccardia intercellula E. A. Br.
- Riccardia intricata (Stephani) H.A. Mill.
- Riccardia jackii Schiffner
- Riccardia judithae Meenks & C. De Jong
- Riccardia jugata R.M. Schust.
- Riccardia kodamae Mizut. & S. Hatt.
- Riccardia kowaldiana (Stephani) Hewson
- Riccardia koyensis (Stephani) S. Hatt.
- Riccardia latifrons (Lindb.) Lindb.
- Riccardia lepidomitra (Spruce) Gradst.
- Riccardia leptophylla (Spruce) Herzog
- Riccardia leptostachya A. Evans
- Riccardia leptothallus R.M. Schust.
- Riccardia leratii (Stephani) Hürl.
- Riccardia lichenoides (Stephani) H.A. Mill.
- Riccardia ligulata (Stephani) Pócs & A. Schäfer-Verwimp
- Riccardia limbata (Stephani) E.W. Jones
- Riccardia lobulata (Colenso) E.A. Hodgs.
- Riccardia longiflora (Stephani) Hewson
- Riccardia longispica (Stephani) Pearson
- Riccardia macdonaldiana Hewson
- Riccardia macrantha (Pearson) H.A. Mill.
- Riccardia magnicellularis Furuki
- Riccardia makinoana (Stephani) Yasuda
- Riccardia marginata (Colenso) Pearson
- Riccardia marionensis R.M. Schust.
- Riccardia metzgeriiformis (Stephani) Schiffner
- Riccardia micropinna (Stephani) H.A. Mill.
- Riccardia multicorpora E. A. Br.
- Riccardia multifida (L.) Gray
- Riccardia multispica (Stephani) S. Hatt.
- Riccardia muscoides (Colenso) E.A. Hodgs.
- Riccardia mycophora A. Evans
- Riccardia nadeaudiana (Stephani) Hürl.
- Riccardia nadeaudii (Stephani) Hürl.
- Riccardia nagasakiensis (Stephani) S. Hatt.
- Riccardia nana (Hook. f. & Taylor) Trevis.
- Riccardia nitida (Colenso) E.A. Hodgs.
- Riccardia nudiflora (Stephani) Grolle
- Riccardia nudimitra (Stephani) A. Evans
- Riccardia omkaliensis Hewson
- Riccardia onigajona (Stephani) S. Hatt.
- Riccardia opuntiiformis S.W. Arnell
- Riccardia pallida (Spruce) Meenks & C. De Jong
- Riccardia pallidevirens (Stephani) A. Evans
- Riccardia palmata (Hedw.) Carruth.
- Riccardia palmatifida (Stephani) H.A. Mill.
- Riccardia papillata (Gottsche) Hässel de Menéndez
- Riccardia papulosa (Stephani) E. A. Br.
- Riccardia paramorum Meenks
- Riccardia parasitans (Steph.) Meenks & C. De Jong
- Riccardia parvula Schiffner
- Riccardia patens Hässel de Menéndez
- Riccardia pauciramea R.M. Schust.
- Riccardia pectinata (Austin) H.A. Mill.
- Riccardia pellucida Piippo
- Riccardia pembaiensis (Stephani) Hürl.
- Riccardia pengagensis Hewson
- Riccardia pennata E. A. Br.
- Riccardia perspicua E. A. Br.
- Riccardia perssonii S.C. Srivast. & Udar
- Riccardia philippinensis Furuki
- Riccardia phleganiana Hewson
- Riccardia pindaundensis Hewson
- Riccardia pindensis Hewson
- Riccardia pinguis (L.) Gray
- Riccardia pinnatifida (F. Weber) Carruth.
- Riccardia plana (Stephani) Hürl.
- Riccardia planiflora (Stephani) S. Hatt.
- Riccardia platyclada Schiffner
- Riccardia plumiformis (Spruce) Hässel de Menéndez ex Meenks
- Riccardia plumosa (Mitt.) E.O. Campb.
- Riccardia poeppigiana (Lehm. & Lindenb.) Hässel de Menéndez
- Riccardia prehensilis (Hook. f. & Taylor) C. Massal.
- Riccardia pseudodendroceros R.M. Schust.
- Riccardia pumila Furuki
- Riccardia pusilla Grolle
- Riccardia ramosissima (Stephani) Grolle
- Riccardia regina Meenks & C. De Jong
- Riccardia reyesiana Meenks
- Riccardia rivularis Hässel de Menéndez
- Riccardia robusta (Stephani) H.A. Mill.
- Riccardia rupicola (Stephani) Hewson
- Riccardia russellii R.M. Schust.
- Riccardia saccatiflora (Stephani) S.W. Arnell
- Riccardia sinuata (Hook.) Trevis.
- Riccardia smaragdina Meenks & C. De Jong
- Riccardia spectabilis (Stephani) A. Evans
- Riccardia spegazziniana A. Massal.
- Riccardia spinulifera A. Massal.
- Riccardia spongiosa Furuki
- Riccardia sprucei (Stephani) Meenks & C. De Jong
- Riccardia squarrosa (Stephani) Gradst.
- Riccardia stipatiflora (Stephani) Pagan
- Riccardia stolonifera (Stephani) E.A. Hodgs.
- Riccardia stricta R.M. Schust.
- Riccardia subalpina Furuki
- Riccardia submersa Horik.
- Riccardia submultifida Horik.
- Riccardia subpalmata (Stephani) Hürl.
- Riccardia subsimplex (Stephani) R.M. Schust.
- Riccardia tahitensis (Stephani) Hürl.
- Riccardia tamariscina (Stephani) Schiffner
- Riccardia tenax (Stephani) A. Evans
- Riccardia tenella Hewson
- Riccardia tenuicula (Spruce) V.F. Schiffner ex Meenks
- Riccardia tosana (Stephani) S. Hatt.
- Riccardia trichomanoides (Spruce) Hässel de Menéndez ex Meenks
- Riccardia tumbareriensis Hewson
- Riccardia tutuilana (Pearson) H.A. Mill.
- Riccardia umbana Hewson
- Riccardia umbrosa (Stephani) Hässel de Menéndez
- Riccardia umida E. A. Br.
- Riccardia valida (Stephani) J.J. Engel
- Riccardia variabilis A. Evans
- Riccardia venosa (Stephani) Hürl.
- Riccardia villosa (Stephani) S.C. Srivast. & Udar
- Riccardia virens (Stephani) Hürl.
- Riccardia vitrea Furuki
- Riccardia wallisii (Stephani) Gradst.
- Riccardia wattsiana (Stephani) Hewson
- Riccardia womersleyana Hewson

Selon Tropicos (5 août 2018) (Attention liste brute contenant possiblement des synonymes) :
- Riccardia aberrans (Steph.) Gradst.
- Riccardia adglutinata A. Evans
- Riccardia aequicellularis (Steph.) Hewson
- Riccardia aequitexta (Steph.) E.A. Br.
- Riccardia aeruginosa Furuki
- Riccardia agumana Hewson
- Riccardia alata (Steph.) K.G. Hell
- Riccardia alba (Colenso) E.A. Br.
- Riccardia albomarginata (Steph.) Schiffn.
- Riccardia alcicornis (Hook. f. & Taylor) Trevis.
- Riccardia algoides (Taylor) Meenks
- Riccardia alterniloba (Hook. f. & Taylor) Trevis.
- Riccardia amazonica (Spruce) Schiffn. ex Gradst. & Hekking
- Riccardia amnicola Hässel
- Riccardia andina (Spruce) Herzog
- Riccardia androgyna Schiffn.
- Riccardia angustata Horik.
- Riccardia angustealata (Steph.) Hewson
- Riccardia angusticosta (Steph.) Grolle
- Riccardia angustissima (Steph.) H.A. Mill.
- Riccardia arcuata Furuki
- Riccardia argentolimbata Hewson & Grolle
- Riccardia aspera (Steph.) Grolle
- Riccardia asperulata R.M. Schust.
- Riccardia atollica H.A. Mill., H. Whittier & Bonner
- Riccardia attenuata H.A. Mill.
- Riccardia australis (Lehm.) Hewson
- Riccardia autoica (Steph.) A. Evans
- Riccardia babindae Hewson
- Riccardia baldwinii (Steph.) H.A. Mill.
- Riccardia barbiflora (Steph.) Piippo
- Riccardia baumannii Hürl.
- Riccardia bipinnata (Sw.) Trevir.
- Riccardia bipinnatifida (Colenso) Hewson
- Riccardia bistrata Pearson
- Riccardia blasioides Horik.
- Riccardia bliklika Hewson
- Riccardia bogotensis (Gottsche) Pagan
- Riccardia boliviensis (Steph.) Meenks
- Riccardia bongeriana Hewson
- Riccardia breviala E.A. Br.
- Riccardia breviramosa (Steph.) A. Evans
- Riccardia brunnea (Steph.) S. Hatt.
- Riccardia caespitans E.W. Jones
- Riccardia calcarea (Steph.) Meenks
- Riccardia calva (Schiffn.) A. Evans
- Riccardia campanuliflora S.W. Arnell
- Riccardia canaliculata (Nees) Schiffn.
- Riccardia capensis S.W. Arnell
- Riccardia capillacea (Steph.) Meenks & C. De Jong
- Riccardia cardotii (Steph.) S.C. Srivast. & Udar
- Riccardia cataractarum (Spruce) Schiffn.
- Riccardia cervicornis (Spruce) Herzog ex Gradst. & Hekking
- Riccardia chamedryfolia (With.) Grolle
- Riccardia changbaishanensis C. Gao
- Riccardia chilensis (Steph.) A. Evans
- Riccardia chinensis C. Gao
- Riccardia christophersenii S.W. Arnell
- Riccardia ciliolata (Spruce) Horik.
- Riccardia cochleata (Hook. f. & Taylor) Kuntze
- Riccardia colensoi (Steph.) W. Martin
- Riccardia columbica (Steph.) Hässel
- Riccardia comata (Steph.) H.A. Mill.
- Riccardia compacta (Steph.) S.W. Arnell
- Riccardia comptonii (Pearson) H.A. Mill.
- Riccardia congoana (Steph.) Demaret
- Riccardia conimitra (Steph.) A. Evans
- Riccardia coronopus (De Not. ex Steph.) Schiffn.
- Riccardia corralensis (Steph.) A. Evans
- Riccardia costata (Steph.) Hürl.
- Riccardia crassa (Schwägr.) C. Massal.
- Riccardia crassicaulis (Steph.) Meenks & C. De Jong
- Riccardia crassicrispa (Steph.) A. Evans
- Riccardia crassiretis Schiffn.
- Riccardia crenulata Schiffn.
- Riccardia crenuliformis R.M. Schust.
- Riccardia crispa (Schiffn.) A. Evans
- Riccardia decipiens Schiffn.
- Riccardia decrescens (Steph.) S. Hatt.
- Riccardia deguchii Furuki & K.T. Yong
- Riccardia demkarmana Hewson
- Riccardia densiramea (Steph.) S. Hatt.
- Riccardia devexa Schiffn.
- Riccardia diablotina (Spruce) Pagan
- Riccardia diderma Hässel
- Riccardia digitiloba (Spruce) Pagan
- Riccardia dilatata (Spruce) Schäf.-Verw. & Pócs
- Riccardia diminuta Schiffn.
- Riccardia distans (Spruce) Pagan
- Riccardia diversiflora A. Evans
- Riccardia duriuscula Hässel
- Riccardia effusa (Steph.) E.A. Hodgs.
- Riccardia elata (Steph.) Schiffn.
- Riccardia elegans (Steph.) Hürl.
- Riccardia elisabethae Thouvenot & Reeb
- Riccardia elongata Schiffn.
- Riccardia emarginata (Steph.) K.G. Hell
- Riccardia engelii Hässel
- Riccardia eriocaula (Hook.) Besch. & C. Massal.
- Riccardia erosa (Steph.) E.W. Jones
- Riccardia exigua S.W. Arnell
- Riccardia falsifloribunda Hässel
- Riccardia fastigiata (Lehm.) Trevis.
- Riccardia fendleri (Steph.) Pagan
- Riccardia filicina (Colenso) E.A. Hodgs.
- Riccardia flaccida (Steph.) S. Hatt.
- Riccardia flaccidissima Schiffn.
- Riccardia flagellaris (A. Gepp) H.A. Mill.
- Riccardia flagellifrons C. Gao
- Riccardia flavovirens Furuki
- Riccardia fleischeri (Steph.) H.A. Mill.
- Riccardia floribunda (Steph.) A. Evans
- Riccardia fluvigena Hässel
- Riccardia foliacea Meenks & C. De Jong
- Riccardia formosensis (Steph.) Horik.
- Riccardia fruticosa (Steph.) Furuki
- Riccardia fucoidea (Sw.) C. Massal.
- Riccardia fuegiensis C. Massal.
- Riccardia furtiva E.A. Br. & Braggins
- Riccardia fuscescens (Steph.) A.L. Andrews
- Riccardia fuscobrunnea (Steph.) A. Evans
- Riccardia fuscovirens Lindb.
- Riccardia gemmipara Schiffn.
- Riccardia geniana Hewson
- Riccardia georgiensis (Steph.) Hässel
- Riccardia glauca Furuki
- Riccardia goebelii (Schiffn.) Schiffn.
- Riccardia gogolensis (Steph.) Hewson
- Riccardia gracilis (Steph.) R.M. Schust.
- Riccardia graeffei (Steph.) Hewson
- Riccardia grandiflora (Steph.) H.A. Mill.
- Riccardia granulata (Steph.) A. Evans
- Riccardia grollei Furuki
- Riccardia grossidens (Steph.) Pagan
- Riccardia grossitexta (Steph.) Furuki
- Riccardia gunniana (Steph.) H.A. Mill.
- Riccardia hamatiflora (Steph.) H.A. Mill.
- Riccardia hans-meyeri (Steph.) Meenks & C. De Jong
- Riccardia hatcheri Hässel
- Riccardia hattorii Furuki
- Riccardia hawaica (Steph.) H.A. Mill.
- Riccardia hebridensis (Steph.) H.A. Mill.
- Riccardia herzogiana (Steph.) Meenks & C. De Jong
- Riccardia heteroclada Schiffn.
- Riccardia hirtiflora (Steph.) Schiffn.
- Riccardia holstii (Steph.) E.W. Jones
- Riccardia humilis (Gottsche) O. Yano
- Riccardia hyalina (Steph.) H.A. Mill.
- Riccardia hyalitricha Hässel
- Riccardia hydra Hürl.
- Riccardia hymenophylloides Schiffn.
- Riccardia hymenophytoides (Spruce) Meenks
- Riccardia hypipamensis Hewson
- Riccardia ibana Hewson
- Riccardia inconspicua (Steph.) Reeb & Bardat
- Riccardia incurvata Lindb.
- Riccardia innovans (Steph.) Pagan
- Riccardia innovata S.W. Arnell
- Riccardia insignis Schiffn.
- Riccardia insularis Schiffn.
- Riccardia intercellula E.A. Br.
- Riccardia intricata (Steph.) Grolle
- Riccardia jackii Schiffn.
- Riccardia japonica S. Hatt. ex Mizut. & S. Hatt.
- Riccardia judithae Meenks & C. De Jong
- Riccardia jugata R.M. Schust.
- Riccardia kanemarui S. Hatt.
- Riccardia karstenii (Steph.) Schiffn.
- Riccardia kilimandjarica S.W. Arnell
- Riccardia kodamae Mizut. & S. Hatt.
- Riccardia koonwarriensis Drinnan & T.C. Chambers
- Riccardia kowaldiana (Steph.) Hewson
- Riccardia koyaensis (Steph.) S. Hatt.
- Riccardia lachungensis D. Singh & D.K. Singh
- Riccardia laminaris Gola
- Riccardia laticostata (Spruce) Schiffn.
- Riccardia latifrondoides Schiffn.
- Riccardia latifrons (Lindb.) Lindb.
- Riccardia latissima (Spruce) Schiffn.
- Riccardia laurentiana (Steph.) Demaret
- Riccardia lepidomitra (Spruce) Gradst.
- Riccardia leptophylla (Spruce) Herzog
- Riccardia leptostachya A. Evans
- Riccardia leptothallus R.M. Schust.
- Riccardia leratii (Steph.) Hürl.
- Riccardia levieri Schiffn.
- Riccardia lichenoides (Steph.) H.A. Mill.
- Riccardia ligulata (Steph.) Pócs & Schäf.-Verw.
- Riccardia lilliena (Steph.) H.A. Mill.
- Riccardia limbata (Steph.) E.W. Jones
- Riccardia lobata Schiffn.
- Riccardia lobulata (Colenso) E.A. Hodgs.
- Riccardia loefgrenii Schiffn.
- Riccardia longiflora (Steph.) Hewson
- Riccardia longioleata Hässel
- Riccardia longispica (Steph.) Pearson
- Riccardia loriana (Steph.) H.A. Mill.
- Riccardia macdonaldiana Hewson
- Riccardia macrantha (Pearson) H.A. Mill.
- Riccardia magnicellularis Furuki
- Riccardia majlandii S.W. Arnell
- Riccardia major (Nees) Lindb.
- Riccardia makinoana (Steph.) Yasuda
- Riccardia marginata (Colenso) Pearson
- Riccardia marionensis R.M. Schust.
- Riccardia maxima Schiffn.
- Riccardia mejlandii S.W. Arnell
- Riccardia metzgeriiformis (Steph.) Schiffn.
- Riccardia micronesica H.A. Mill. & Bonner
- Riccardia micropinna (Steph.) H.A. Mill.
- Riccardia microscopica (Nees) Kuntze
- Riccardia minima Carrington & Pearson
- Riccardia minuta (Steph.) W. Martin
- Riccardia miyakeana Schiffn.
- Riccardia multicorpora E.A. Br.
- Riccardia multifida (L.) Gray
- Riccardia multifidoides Schiffn.
- Riccardia multioleata Hässel
- Riccardia multispica (Steph.) S. Hatt.
- Riccardia muscoides (Colenso) E.A. Hodgs.
- Riccardia mycophora A. Evans
- Riccardia nadeaudiana (Steph.) Hürl.
- Riccardia nadeaudii (Steph.) Hürl.
- Riccardia nagasakiensis (Steph.) S. Hatt.
- Riccardia nana (Hook. f. & Taylor) Trevis.
- Riccardia negeri (Steph.) A. Evans
- Riccardia newellana (Steph.) H.A. Mill.
- Riccardia nicronesica H.A. Mill. & Bonner
- Riccardia nigra (Steph.) H.A. Mill.
- Riccardia nitida (Colenso) E.A. Hodgs.
- Riccardia nobilis (Steph.) Schiffn.
- Riccardia novae-zelandiae Hamlin
- Riccardia novoamstelodamensis Schiffn.
- Riccardia nudiflora (Steph.) Grolle
- Riccardia nudimitra (Steph.) A. Evans
- Riccardia obtusa S.W. Arnell
- Riccardia obtusifrons (Steph.) H.A. Mill.
- Riccardia omkaliensis Hewson
- Riccardia onigajona (Steph.) S. Hatt.
- Riccardia opuntiiformis S.W. Arnell
- Riccardia pallida (Spruce) Meenks & C. De Jong
- Riccardia pallidevirens (Steph.) A. Evans
- Riccardia palmata (Hedw.) Carruth.
- Riccardia palmatifida (Steph.) H.A. Mill.
- Riccardia papillosa (C. Massal. & Steph.) Hässel
- Riccardia papulosa (Steph.) E.A. Br.
- Riccardia paramorum Meenks
- Riccardia parasitans (Steph.) Meenks & C. De Jong
- Riccardia parvula Schiffn.
- Riccardia patens Hässel
- Riccardia pauciramea (Steph.) H.A. Mill.
- Riccardia paulensis Schiffn.
- Riccardia pectinata (Austin) H.A. Mill.
- Riccardia pellioides Horik.
- Riccardia pellucida Piippo
- Riccardia pembaiensis (Steph.) Hürl.
- Riccardia pengagensis Hewson
- Riccardia pennata E.A. Br.
- Riccardia perpusilla (Colenso) E.A. Hodgs.
- Riccardia perspicua E.A. Br.
- Riccardia perssonii S.C. Srivast. & Udar
- Riccardia philippinensis Furuki
- Riccardia phleganiana Hewson
- Riccardia pindaundensis Hewson
- Riccardia pindensis Hewson
- Riccardia pinguis (L.) Gray
- Riccardia pinnatifida (F. Weber) Carruth.
- Riccardia plana (Steph.) Hürl.
- Riccardia planiflora (Steph.) S. Hatt.
- Riccardia planifrons (Spruce) Pagan
- Riccardia platyclada Schiffn.
- Riccardia plumiformis (Spruce) Hässel ex Meenks
- Riccardia plumosa (Mitt.) E.O. Campb.
- Riccardia polyclada (Mitt.) Hässel
- Riccardia porcina (Hewson) L. Söderstr.
- Riccardia portoricensis (Steph.) Pagan
- Riccardia prehensilis (Hook. f. & Taylor) C. Massal.
- Riccardia pseudodendroceros R.M. Schust.
- Riccardia pseudopinguis Herzog
- Riccardia pumila Furuki
- Riccardia punahuina (Steph.) H.A. Mill.
- Riccardia pusilla Grolle
- Riccardia ramosissima (Steph.) E.W. Jones
- Riccardia reducta R.M. Schust.
- Riccardia regina Meenks & C. De Jong
- Riccardia regnellii K.G. Hell
- Riccardia regularis (Steph.) Kuhnem.
- Riccardia reineckeana (Steph.) Grolle
- Riccardia reticulata S.W. Arnell
- Riccardia reyesiana Meenks
- Riccardia rhodesiae S.W. Arnell
- Riccardia riccioides Pearson
- Riccardia ridleyi Schiffn.
- Riccardia rigida Schiffn.
- Riccardia rivularis Hässel
- Riccardia robbinsii Hewson & Grolle
- Riccardia robusta (Steph.) H.A. Mill.
- Riccardia rockii (Steph.) H.A. Mill.
- Riccardia roivainenii S.W. Arnell
- Riccardia rupicola (Steph.) Hewson
- Riccardia russellii R.M. Schust.
- Riccardia saccatiflora (Steph.) S.W. Arnell
- Riccardia samoana (Steph.) H.A. Mill.
- Riccardia santapaui Udar & K.P. Srivast.
- Riccardia savatieri (Steph.) A. Evans
- Riccardia saxicola Hässel
- Riccardia scabra Schiffn.
- Riccardia schwaneckei (Steph.) Pagan
- Riccardia serrulata Schiffn.
- Riccardia sessilis (Spreng.) Trevis.
- Riccardia singalangana Schiffn.
- Riccardia singapurensis Schiffn.
- Riccardia sinuata (Hook.) Trevis.
- Riccardia smaragdina Meenks & C. De Jong
- Riccardia sorolensis H.A. Mill. & Bonner
- Riccardia spectabilis (Steph.) A. Evans
- Riccardia spegazziniana C. Massal.
- Riccardia spinulifera C. Massal.
- Riccardia spongiosa Furuki
- Riccardia sprucei (Steph.) Meenks & C. De Jong
- Riccardia squamifera Schiffn.
- Riccardia squarrosa (Steph.) Gradst.
- Riccardia statensis Hässel
- Riccardia stephanii S. Hatt.
- Riccardia stipatiflora (Steph.) Pagan
- Riccardia stolonifera (Steph.) E.A. Hodgs.
- Riccardia stricta R.M. Schust.
- Riccardia subalpina Furuki
- Riccardia subantarctica R.M. Schust. ex Grolle & L. Söderstr.
- Riccardia subexalata Schiffn.
- Riccardia submarginata S.W. Arnell
- Riccardia submersa (Hook. f. & Taylor) Trevis.
- Riccardia submultifida Horik.
- Riccardia subpalmata (Steph.) Hürl.
- Riccardia subsimplex (Steph.) Pagan
- Riccardia sumatrana Schiffn.
- Riccardia tahitensis (Steph.) Hürl.
- Riccardia tamariscina (Steph.) Schiffn.
- Riccardia tenax (Steph.) A. Evans
- Riccardia tenella Hewson
- Riccardia tenerrima (Steph.) A. Evans
- Riccardia tenuicostata Schiffn.
- Riccardia tenuicula (Spruce) Schiffn. ex Meenks
- Riccardia tenuis (Steph.) Schiffn.
- Riccardia thaxteri A. Evans
- Riccardia theliophora Hässel
- Riccardia tjibodensis Schiffn.
- Riccardia tosana (Steph.) S. Hatt.
- Riccardia trichomanoides (Spruce) Hässel ex Meenks
- Riccardia trichomatosa S.W. Arnell
- Riccardia tristaniana S.W. Arnell
- Riccardia trukensis H.A. Mill. & Bonner
- Riccardia tumbareriensis Hewson
- Riccardia tutuilana (Pearson) H.A. Mill.
- Riccardia udarii D. Singh & D.K. Singh
- Riccardia uematsuana S. Hatt.
- Riccardia umbana Hewson
- Riccardia umbrosa (Steph.) Hässel
- Riccardia umida E.A. Br.
- Riccardia upoluna (Steph.) Grolle
- Riccardia valida (Steph.) J.J. Engel
- Riccardia variabilis A. Evans
- Riccardia venosa (Steph.) Hürl.
- Riccardia villosa (Steph.) S.C. Srivast. & Udar
- Riccardia virens (Steph.) Hürl.
- Riccardia virgata (Gottsche) Pagan
- Riccardia viridissima Schiffn.
- Riccardia vitiensis (Steph.) E.O. Campb.
- Riccardia vitrea Furuki
- Riccardia wallisii (Steph.) Gradst.
- Riccardia wattsiana (Steph.) Hewson
- Riccardia wettsteinii Schiffn.
- Riccardia womersleyana Hewson
- Riccardia xylophila Hässel
- Riccardia zollingeri (Steph.) Schiffn.